# Арафурска брадавичеста змия
Арафурска брадавичеста змия (Acrochordus arafurae) е вид змия от семейство Acrochordidae.

## Разпространение
Видът е разпространен в Австралия, Индонезия и Папуа Нова Гвинея.